# V374 Pegasi
V374 Pegasi is een rode dwerg met een spectraalklasse van M3.5Ve. De ster bevindt zich 29,69 lichtjaar van de zon.